# Kabinet-Rinne
Het kabinet–Rinne was de regering van de Republiek Finland van 6 juni 2019 tot 10 december 2019. Het kabinet werd gevormd door de politieke partijen SDP, CP, VIHR, VAS en RKP na de parlementsverkiezingen van 2019 met partijleider Antti Rinne van de SDP als premier. Op 3 december 2019 maakte Rinne zijn aftreden bekend nadat hij het vertrouwen had verloren van de meerderheid in de Eduskunta. Zodoende werd een motie van wantrouwen voorkomen en kon het kabinet een doorstart maken. Rinne werd opgevolgd als partijleider en premier door minister van Transport Sanna Marin op 10 december 2019.

## Kabinet–Rinne (2019)
| Ambtsbekleder                             | Ambtsbekleder        | Ambtsbekleder               | Functie(s)                                    | Ambtstermijn      | Ambtstermijn      | Partij(en)                     |
| ----------------------------------------- | -------------------- | --------------------------- | --------------------------------------------- | ----------------- | ----------------- | ------------------------------ |
|                                           | Antti Rinne          | Antti Rinne (1962)          | Premier                                       | 6 juni 2019       | 10 december 2019  | Sociaal- Democratische Partij  |
|                                           | Mika Lintila         | Mika Lintila (1966)         | Vicepremier                                   | 6 juni 2019       | 12 september 2019 | Centrumpartij                  |
| Minister van Financiën                    | Mika Lintila         | Mika Lintila (1966)         | 10 december 2019                              | 6 juni 2019       |                   | Centrumpartij                  |
|                                           | Katri Kulmuni        | Katri Kulmuni (1987)        | Vicepremier                                   | 12 september 2019 | 10 juni 2020      | Centrumpartij                  |
| Minister van Economische Zaken            | Katri Kulmuni        | Katri Kulmuni (1987)        | 6 juni 2019                                   | 10 december 2019  |                   | Centrumpartij                  |
|                                           | Maria Ohisalo        | Maria Ohisalo (1985)        | Minister van Binnenlandse Zaken               | 6 juni 2019       | 20 november 2021  | Groene Liga                    |
|                                           | Pekka Haavisto       | Pekka Haavisto (1958)       | Minister van Buitenlandse Zaken               | 10 december 2019  | 20 juni 2023      | Groene Liga                    |
|                                           | Anna-Maja Henriksson | Anna-Maja Henriksson (1964) | Minister van Justitie                         | 6 juni 2019       | 20 juni 2023      | Zweedse Volkspartij in Finland |
|                                           | Antti Kaikkonen      | Antti Kaikkonen (1974)      | Minister van Defensie                         | 6 juni 2019       | 5 januari 2023    | Centrumpartij                  |
|                                           | Aino-Kaisa Pekonen   | Aino-Kaisa Pekonen (1979)   | Minister van Sociale Zaken en Volksgezondheid | 6 juni 2019       | 30 juni 2021      | Linkse Alliantie               |
|                                           | Timo Harakka         | Timo Harakka (1962)         | Minister van Arbeid                           | 6 juni 2019       | 10 december 2019  | Sociaal- Democratische Partij  |
|                                           | Li Andersson         | Li Andersson (1987)         | Minister van Onderwijs                        | 6 juni 2019       | 18 december 2020  | Linkse Alliantie               |
|                                           | Sanna Marin          | Sanna Marin (1985)          | Minister van Transport                        | 6 juni 2019       | 10 december 2019  | Sociaal- Democratische Partij  |
|                                           | Jari Leppä           | Jari Leppä (1959)           | Minister van Landbouw                         | 5 mei 2017        | 30 april 2022     | Centrumpartij                  |
|                                           | Krista Mikkonen      | Krista Mikkonen (1972)      | Minister van Milieu en Klimaat                | 6 juni 2019       | 20 november 2021  | Groene Liga                    |
| Ministers zonder portefeuille             |                      |                             |                                               |                   |                   |                                |
| Ambtsbekleder                             | Ambtsbekleder        | Ambtsbekleder               | Functie(s)                                    | Ambtstermijn      | Ambtstermijn      | Partij(en)                     |
|                                           | Ville Skinnari       | Ville Skinnari (1974)       | Minister voor Buitenlandse Handel             | 6 juni 2019       | 20 juni 2023      | Sociaal- Democratische Partij  |
| Minister voor Ontwikkelings- samenwerking | Ville Skinnari       | Ville Skinnari (1974)       |                                               | 6 juni 2019       | 20 juni 2023      | Sociaal- Democratische Partij  |
|                                           | Sirpa Paatero        | Sirpa Paatero (1964)        | Minister voor Regionale en Lokale Zaken       | 6 juni 2019       | 20 juni 2023      | Sociaal- Democratische Partij  |
|                                           | Tytti Tuppurainen    | Tytti Tuppurainen (1976)    | Minister voor Europese Zaken                  | 6 juni 2019       | 20 juni 2023      | Sociaal- Democratische Partij  |
|                                           | Krista Kiuru         | Krista Kiuru (1974)         | Minister voor Maatschappelijk Werk            | 6 juni 2019       | 4 februari 2022   | Sociaal- Democratische Partij  |
|                                           | Annika Saarikko      | Annika Saarikko (1983)      | Minister voor Wetenschap en Cultuur           | 6 juni 2019       | 9 augustus 2019   | Centrumpartij                  |
|                                           | Hanna Kosonen        | Hanna Kosonen (1976)        | Minister voor Wetenschap en Cultuur           | 9 augustus 2019   | 6 augustus 2020   | Centrumpartij                  |
|                                           | Thomas Blomqvist     | Thomas Blomqvist (1965)     | Minister voor Noorse Samenwerking             | 6 juni 2019       | 20 juni 2023      | Zweedse Volkspartij in Finland |
| Minister voor Gelijkheid                  | Thomas Blomqvist     | Thomas Blomqvist (1965)     |                                               | 6 juni 2019       | 20 juni 2023      | Zweedse Volkspartij in Finland |